# Tesla Supercharger

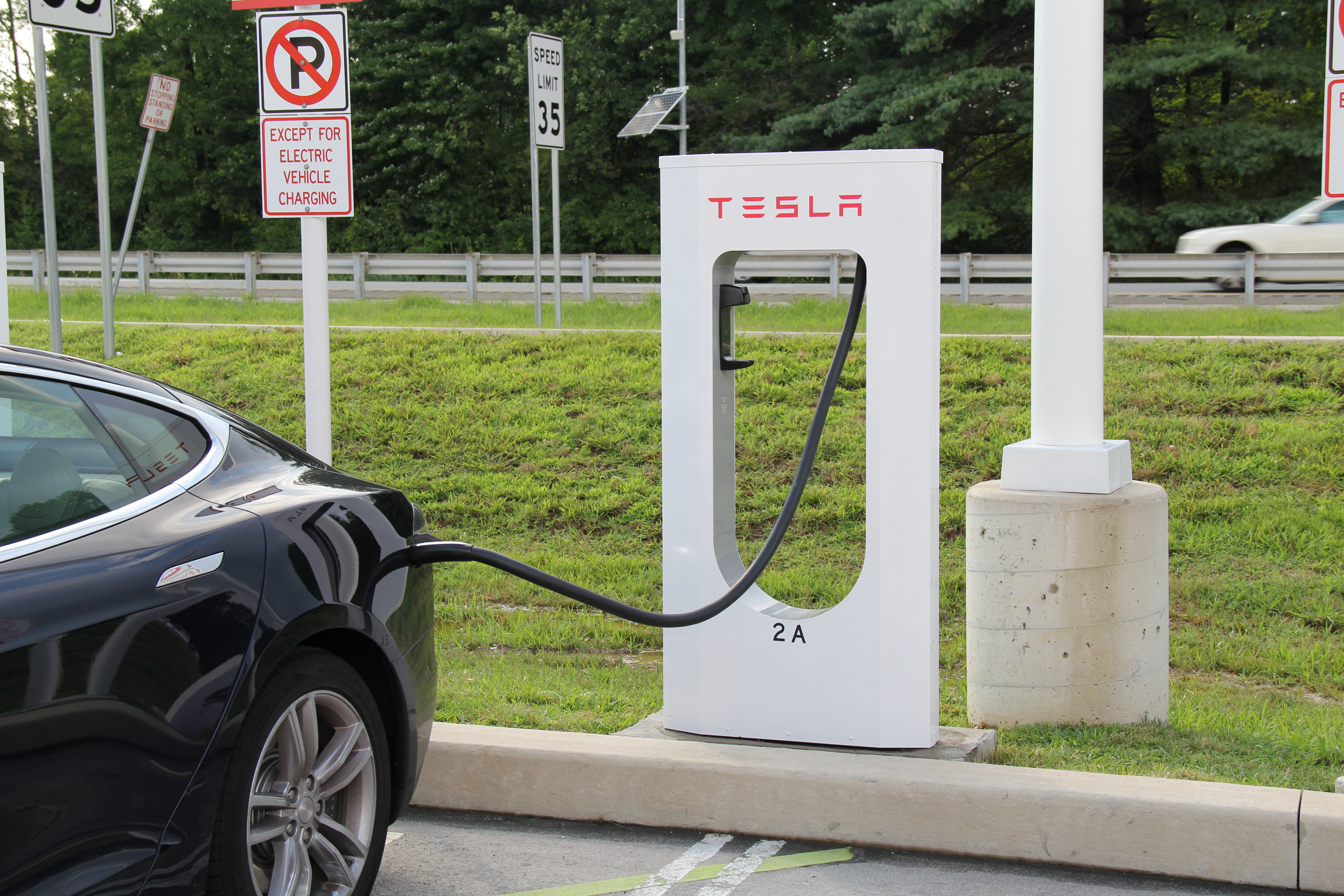
Model S nabíjený v Newarku, stát Delaware.

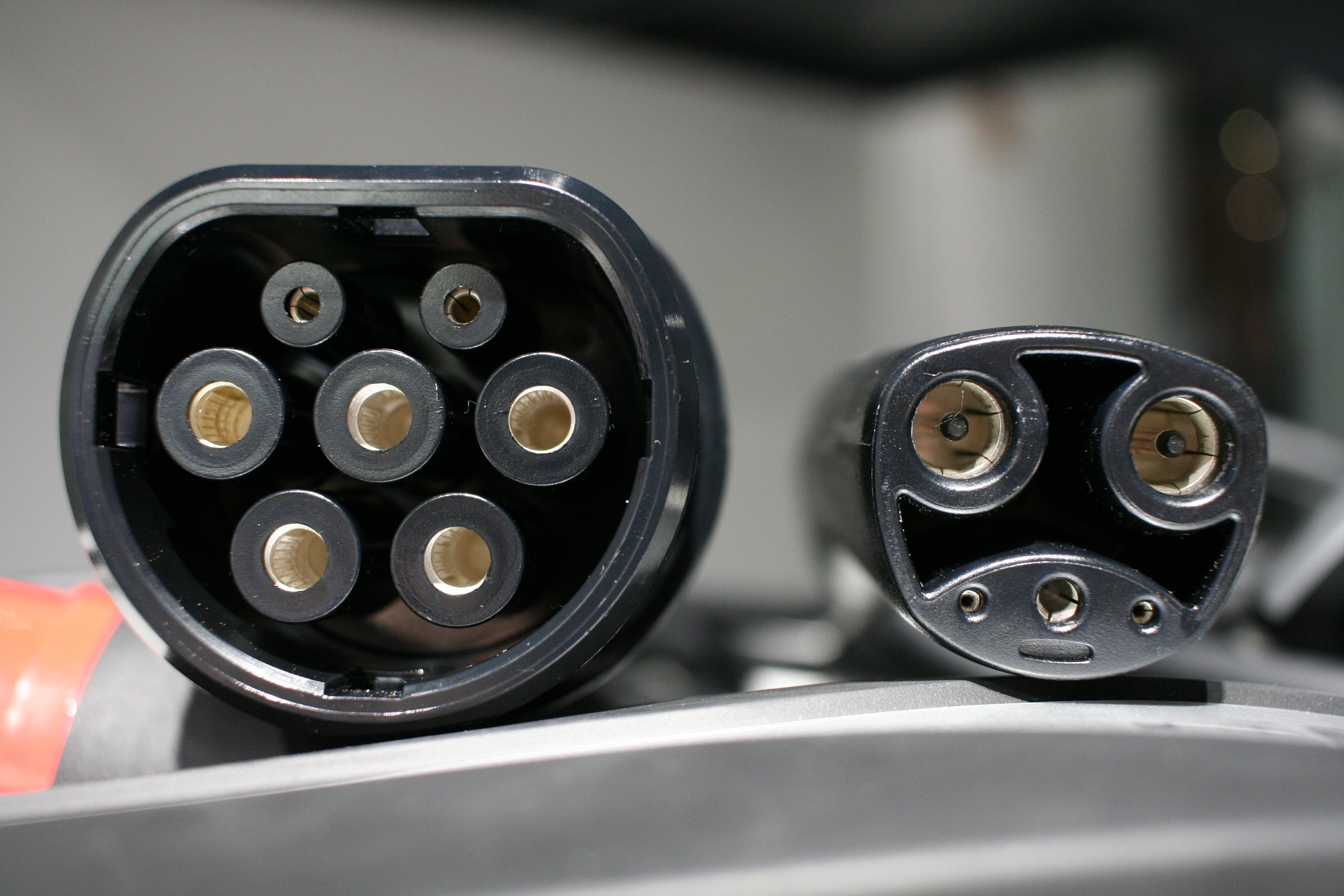
Zásuvky pro Supercharger, typ 2 pro modely S/X a kombo pro model 3

Tesla Supercharger je technologie pro rychlé nabíjení elektromobilů od společnosti Tesla Inc.

## Vlastnosti
- 480 Voltů
- stejnosměrný proud
- několik maximálních úrovní výkonu:
  - 72 kWh
  - 150 kWh
  - 250 kWh

Počty superchargerů ve světě (na konci roku).
- 2012: 7
- 2013: 7
- 2014: 380
- 2015: 584
- 2016: 790
- 2017: 1128
- 2018: 1421
- 2019: 1821
- 2020: 2564
- 2021: 3221[1]